# Explosion de la West Fertilizer Company
L’explosion de la West Fertilizer Company s'est produite en avril 2013 dans un dépôt d'engrais azotés situé dans la ville de West au Texas (États-Unis), située au nord de Waco, à la suite d'un incendie criminel, entraînant d'importants dégâts humains et matériels.
Elle a eu lieu le 17 avril 2013 à 19 h 51 (locale), 18 minutes après que les pompiers eurent commencé à lutter contre un début d'incendie dans les installations dans lesquelles étaient stockés de l'ammoniac anhydre (gaz liquéfié sous pression) et possiblement du nitrate d'ammonium (produit solide granulé). Au moins 15 personnes ont été tuées et plus de 160 blessées.
Des dégâts matériels importants dans les installations de la West Fertilizer Company sont dus à un début d'incendie, à l'explosion qui a suivi et qui a soufflé une partie des installations, de nombreux bâtiments et brisé des vitres à plus ou moins grande distance du site, puis à divers feux qui ont suivi.
Environ 150 bâtiments et maisons ont été endommagés ou totalement détruits, dont une école voisine (West Middle School) et des logements proches. La détonation principale a été entendue jusqu'à environ 60 kilomètres du lieu où elle s'est produite.
Les causes précises de l'explosion sont encore inconnues et font l'objet d'une enquête.
Par manque d'inspecteurs semble-t-il, ce dépôt n'avait pas été inspecté depuis 28 ans. Selon le Conseil d'assurances du Texas, qui regroupe environ 500 assureurs de l'État, de nombreux habitants n'étaient pas assurés contre ce risque.

Carte (Texas).

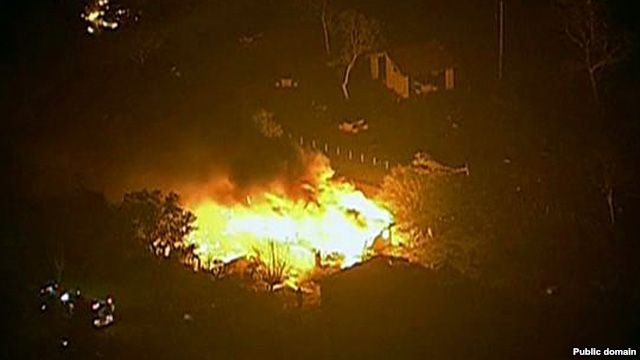
Incendie, après l'explosion.

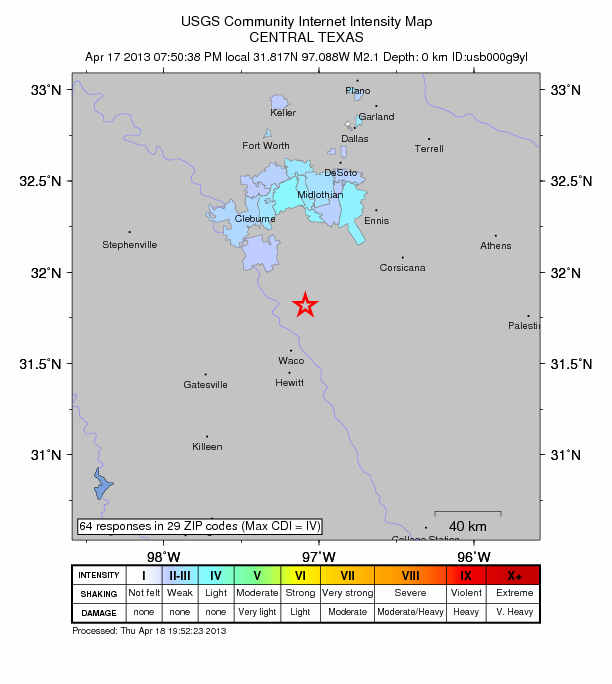
Carte par l'USGS de l'intensité sismique.

## Victimes
- 15 morts ont été confirmés dans les jours qui ont suivi l'accident[7],[8].
- Le nombre de blessés s'élèverait à plus de 160[9],[10],[11],[5].

## Histoire du site industriel, contexte
La compagnie West Fertilizer, créée en 1962 par Emil Plasek (membre de la communauté tchèque qui a fondé la ville) pour stocker des céréales et vendre des engrais. La compagnie s'appelait alors Texas Grain Storage, Inc. . Elle a été revendue vers 2008 à Adair Grain, Inc., société nommée d'après le nom de son actuel propriétaire principal, le Texan Donald Adair. Elle a été rebaptisée West Fertilizer Company à cette occasion pour fournir des engrais et produits chimiques aux agriculteurs.
En 2013, au moment de l'accident, elle était selon la presse locale détenue par Adair Grain, Inc.,, mais D. Adair évoque dans un communiqué plusieurs propriétaires.
L'installation n'avait pas été inspectée par l'administration (OSHA, Occupational Safety and Health Administration depuis 1985.
À l'époque, selon des documents obtenus par l'Agence Associated Press, l'OSHA avait signalé ce site pour un entreposage inadéquat d'ammoniac anhydre et lui avait infligé une amende symbolique de 30 $ alors qu'elle aurait pu lui imposer une amende d'au moins 1 000 $. L'OSHA a également noté des violations des normes de protection respiratoire dans l'installation, mais sans délivrer d'amende.
Après une plainte déposée en 2006 contre l'entreprise en raison d'une forte odeur d'ammoniac émanant de l'installation, la commission ad hoc (Texas Commission on Environmental Quality) avait constaté que l'exploitant ne disposait pas de permis de construire pour ses deux réservoirs d'ammoniac anhydre. Un permis lui a été rétrospectivement délivré une fois que l'industriel a démontré qu'il avait mis cette installation en accord avec les règlements et recommandations formulées par l'EPA,.
Au moment de l'explosion, le dépôt disposait d'un permis de stockage pour près de 24 tonnes d'ammoniac anhydre.
Malgré cela, selon le plan d'urgence adressé par les responsables de l'entreprise à l'EPA, il n'y avait pas de risque d'incendie ou d'explosion,
Un inventaire d'avril 2013 fait état d'un stock de 40 à 60 tonnes de nitrate d'ammonium et 17 tonnes d'ammoniac anhydre sur ce site .

## Incendie et explosion
L'explosion (7:50:38 p.m.) a suivi un début d'incendie et est survenue alors que les pompiers tentaient d'éteindre ce feu.
Une semaine après l'accident, la cause qui a provoqué cet incendie reste inconnue.
Le 20 avril, plusieurs habitants qui avaient tenté d'aller voir leurs maisons détruites ou endommagées ont été renvoyés en raison de fuites de réservoirs de gaz qui causaient encore de petits feux.

## Pertes humaines
Selon Tommy Muska, maire de la ville, interrogé par le Waco Tribune-Herald dans la soirée du 17 avril, 6 ou 7 pompiers volontaires de la ville étaient portés disparus. George Smith, qui dirigeait cette équipe, lui-même blessé pensait qu'au moins deux membres de l'équipe d'urgence étaient morts.
Le 19 avril, 60 personnes manquaient à l'appel, et seuls 12 corps avaient été retrouvés, et plus de 200 blessés répertoriés.
De nombreux résidents avaient été évacués, dont beaucoup blessés par des éclats de vitres.
Plus d'une centaine de blessés ont été transportés vers un centre de triage médical installé sur le terrain de football de l'école West High School, puis déplacé plus loin dans un centre communautaire plus éloigné de l'usine encore en feu. Le centre médical baptiste d'Hillcrest à Waco a reçu et traité une quarantaine de blessés.
Des patients ont aussi été orientés vers les réseaux de soins de Waco et vers l'hôpital de Dallas (Parkland Memorial Hospital) et vers l'hôpital de Temple (Scott and White Memorial Hospital).

## Coût financier
Les dégâts matériels ont été évalués par le conseil des assurances du Texas à environ 100 millions de dollars
Au moins deux plaintes ont été rapidement déposées contre Adair Grain Inc. l'exploitant des installations.

Et il est à supposer que de nombreuses autres plaintes ou des actions groupées en justice soient ensuite lancées, auxquelles l'industriel et l'exploitant pourraient avoir du mal à répondre, car moins riches que BP qui a connu une situation semblable avec l'explosion d'une raffinerie en 2005 (15 morts et une centaine de blessés), et même un peu moins grave concernant les dégâts matériels et le nombre de blessés et qui avait dû provisionner 1,5 milliard de dollars pour régler les poursuites et les amendes (processus qui lui a pris quatre ans).

## Réactions

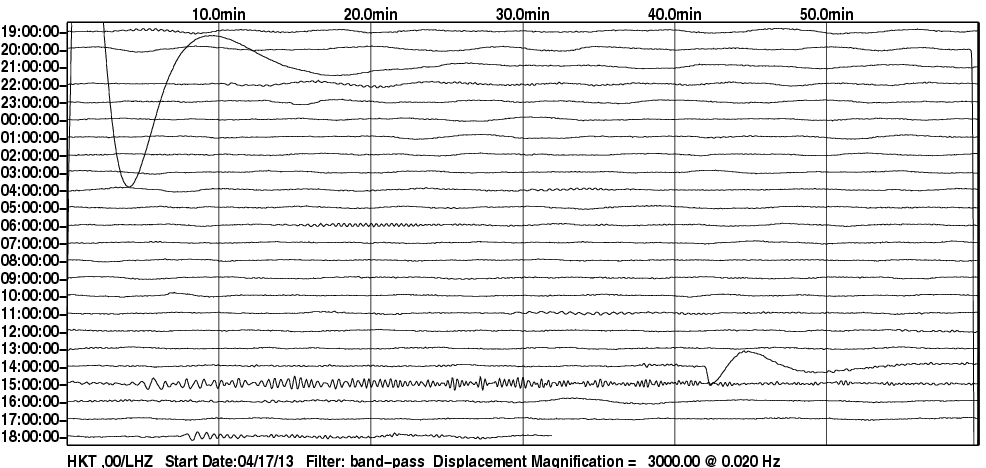
Enregistrement du sismographe de Hockley (Texas) situé à 142 miles (228 km) au sud-est de West, illustrant la violence de l'explosion

Selon les témoignages, les personnes les plus proches de l'usine ont d'abord cru subir un tremblement de terre.

Le United States Geological Survey a effectivement enregistré l'équivalent d'une tremblement de terre de magnitude 2.1,.
L'explosion a été entendue à Hillsboro, Waxahachie, DeSoto et jusqu'à Arlington plus au nord. Des vitres ont éclaté jusqu'à Abbott à 11 km au NNE de la ville de West.
Le président Barack Obama a fait une déclaration le 18 avril : « Aujourd'hui, nos prières vont vers les gens de West, au Texas, à la suite de l'explosion meurtrière de la nuit dernière dans une usine d'engrais. Une communauté soudée a été ébranlée, et nombre de gens qui travaillaient dur ont perdu la vie. Je tiens à remercier les intervenants de première ligne qui ont travaillé sans relâche toute la nuit pour contenir la situation et soigner les blessés. Mon administration, via la FEMA et d'autres agences est en contact étroit avec l'Etat et ses partenaires locaux sur le terrain pour s'assurer qu'il n'y a plus de besoins non satisfaits et que la recherche et le sauvetage et les opérations d'intervention continuent. West est une ville chère au cœur de beaucoup de Texans, et tant que les résidents auront à subir cette tragédie, ils auront le soutien du peuple américain »,. Les deux districts scolaires les plus proches ont été fermés le lendemain de l'accident.
Le gouverneur Perry a déclaré le comté de McLennan « zone sinistrée » et attendait le 18 avril une déclaration d'état d'urgence du président Obama (ce qui induite une procédure d'aide fédérale.
L'usine abritant des produits chimiques, le 18 avril, la Garde nationale du Texas (Texas National Guard) envoyait une équipe de la 6e équipe d'assistance civile dans la région pour y tester la qualité de l'air et d'évaluer les risques chimiques et biologiques sur les lieux et aux environs.

## Enquête
La Police de Waco a indiqué que le site de l'explosion serait traité comme une scène de crime par mesure de précaution. Elle est épaulée dans son enquête par de nombreux experts ;
- Le « Bureau des alcools, tabacs, armes à feu et explosifs » (Bureau of Alcohol, Tobacco, Firearms and Explosives) a annoncé dans la matinée du 18 avril qu'il envoyait une équipe d'intervention nationale, incluant des enquêteurs spécialistes des incendies, des experts en explosifs, des chimistes et des unités canines pour enquêter sur le site[41].

- L’U.S. Chemical Safety and Hazard Investigation Board (en), agence fédérale indépendante spécialisée dans le risque chimique, a aussi été envoyée sur le terrain pour enquêter sur l'origine du désastre[42].

- L'équipe d'urgence Urban Search and Rescue Texas Task Force 1 a été déployée le matin du 18 avril pour aider les secours et la recherche d'éventuels survivants[43]. Une équipe du Texas A&M Forest Service (en) a aussi été déployée[44] avec une équipe de vétérinaires d'urgence du Texas A&M College of Veterinary Medicine & Biomedical Sciences[45].

Le 20 avril, les journalistes du New York Times ont révélé que lors de sa dernière visite d'inspection (le 13 février 1985, soit 28 ans plus tôt), l'Occupational Safety and Health Administration avait signalé cinq violations sérieuses des règles, qui n'avaient cependant valu que 30 dollars d'amende à l'industriel.
Le 11 mai 2016, les enquêteurs ont annoncé que l'incendie de l'usine était d'origine criminelle,.